# Eudendriidae
Eudendriidae is een familie van neteldieren uit de klasse van de Hydrozoa (hydroïdpoliepen). 

## Geslachten
- Eudendrium Ehrenberg, 1834
- Myrionema Pictet, 1893